# Newark (Kalifornia)
Newark város az USA Kalifornia államában, Alameda megyében. Lakosainak száma 47 529 fő (2020. április 1.).

## Népesség
A település népességének változása:
| Lakosok száma | 179  | 42 573 | 47 529 |
|               | 1880 | 2010   | 2020   |